# Marvel Studios Special Presentations

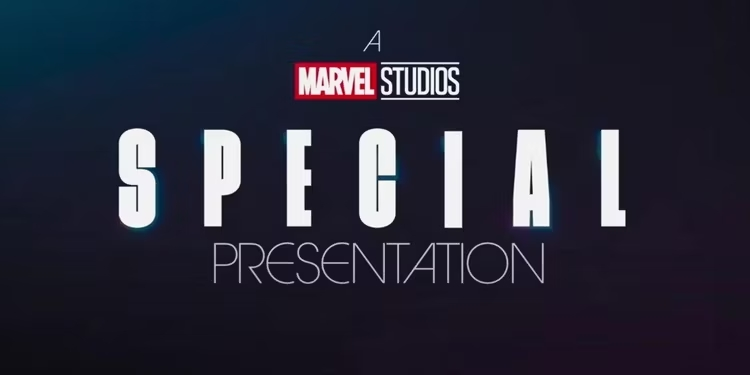
Logo dei prodotti Marvel Studios Special Presentations

Marvel Studios Special Presentations (nota in italiano anche con il titolo di Marvel Studios Presenta) è una serie di mediometraggi prodotti da Marvel Studios e distribuiti su Disney+ ambientati nel Marvel Cinematic Universe (MCU).

## Sviluppo e distribuzione
Gli Special condividono la continuity dei film e delle serie televisive del franchise. Il marchio dei Marvel Studios Special Presentations è stato rivelato insieme all'annuncio del primo speciale televisivo, Licantropus (2022), nel settembre 2022. Gli speciali di circa un'ora sono utilizzati per fornire una breve introduzione a nuovi personaggi o concetti per il MCU. Gli speciali sono accompagnati da una fanfara speciale e da un'introduzione che ricorda quella delle presentazioni speciali della CBS negli anni '80 e '90.
Licantropus e Guardiani della Galassia Holiday Special (2022) sono parte della Fase Quattro del MCU; entrambi sono tematizzati sulla base della festività del loro periodo d'uscita. I Marvel Studios sono aperti alla distribuzione di altri speciali.

## Speciali
| Titolo                                   | Trasmissione/pubblicazione originale | Sceneggiatori                        | Regista               |
| Fase Quattro                             | Fase Quattro                         | Fase Quattro                         | Fase Quattro          |
| ---------------------------------------- | ------------------------------------ | ------------------------------------ | --------------------- |
| Licantropus                              | 7 ottobre 2022                       | Heather Quinn e Peter Cameron        | Michael Giacchino     |
| Guardiani della Galassia Holiday Special | 25 novembre 2022                     | James Gunn                           | James Gunn            |
| Fase Sei                                 |                                      |                                      |                       |
| Speciale su The Punisher                 | 2026                                 | Reinaldo Marcus Green e Jon Bernthal | Reinaldo Marcus Green |

### Licantropus
Uno speciale televisivo sul personaggio di Licantropus è stato annunciato il 27 agosto 2021, e distribuito il 7 ottobre 2022, in occasione della festività di Halloween. Nel cast Gael García Bernal nel ruolo del protagonista e Laura Donnelly nel ruolo di Elsa Bloodstone. Il compositore Michael Giacchino si è occupato della regia dello special.

### Guardiani della Galassia Holiday Special
Nel dicembre 2020 venne annunciato che James Gunn avrebbe scritto e diretto uno speciale televisivo con protagonisti i Guardiani della Galassia. Le riprese dello speciale si sono tenute durante la produzione di Guardiani della Galassia Vol. 3 (2023). Lo speciale è stato distribuito il 25 novembre 2022. 
L'episodio è ambientato tra gli eventi di Thor: Love and Thunder (2022) e Guardiani della Galassia Vol. 3.

### Speciale su The Punisher
Nel febbraio 2025, Winderbaum ha rivelato che lo studio stava sviluppando uno speciale con Jon Bernthal incentrato sul suo personaggio Frank Castle / The Punisher dalla serie televisiva Netflix della Marvel, dopo aver ripreso il ruolo per i Marvel Studios nella serie Disney+ Dardevil - Rinascita.

## Accoglienza
| Titolo                                   | Rotten Tomatoes      | Metacritic         |
| ---------------------------------------- | -------------------- | ------------------ |
| Licantropus                              | 90% (113 recensioni) | 69 (17 recensioni) |
| Guardiani della Galassia Holiday Special | 94% (64 recensioni)  | 76 (6 recensioni)  |